# 瀬尾京子
瀬尾 京子（せお きょうこ、1972年（昭和47年）6月28日 - ）は、日本の体操選手。

## 経歴・人物
山形県に生まれる。日本女子体育大学附属二階堂高等学校1年生時、同学年の信田美帆、真田マキ子とともにソウルオリンピック代表に選出。1992年バルセロナオリンピックに出場した。日本体育大学大学院修了後、日本オリンピック委員会スポーツ指導者在外派遣研修員として渡米を経て、国際体操連盟認定コーチアカデミーレベルコーチ3コーチ資格を取得する。
その後、2011年（平成23年）弘前大学大学院医学系研究科博士後期課程を修了し、日本体育大学体育学部准教授となった。ほか、2016年リオデジャネイロオリンピックの体操コーチを務めた。
教え子にロンドンオリンピック代表の田中理恵、リオデジャネイロ、東京オリンピック代表の村上茉愛がいる。